# Eustache Le Peintre
Eustache Le Peintre ou Eustache de Reims est un trouvère champenois de la première moitié du XIIIe siècle. Il était probablement aussi peintre, d'où son nom. Sept de ses poèmes sont conservés dans des chansonniers. 
Eustache écrit une de ses chansons, Amours, coment porroie chancon faire, à la demande de Guigues IV, comte du Forez et de Nevers. Guigues participa à la croisade des barons de Thibaud Ier, comte de Champagne et roi de Navarre en 1239 et mourut en 1241. Il est possible que le poème d'Eustache a probablement été écrit à cette époque.
Tous les écrits d'Eustache sont en décasyllabes isométriques. Les strophes sont généralement de huit lignes avec deux rimes. Ses mélodies sont simples et enregistrées sous forme de mesure. Il doit avoir participé à des puys, car sa Force d'Amours me destraint et mestroie est signalée comme « chanson couronnée » dans l'un des manuscrits.

## Œuvre
Liste non-exhaustive
- Amours, coment porroie chancon faire
- Chanter me fait pour mes maus alegier
- Cil qui chantent de flour ne verdure
- Ferm et entier, sans fauser et sans faindre
- Force d'Amours me destraint et mestroie
- Nient plus que droiz puet estre sans raison
- Tant est Amours puissans que que nus die

## Sources